# Eutichio (esarca)
Eutichio (in latino, Eutychius; in greco bizantino: Ἐυτύχιος; ... – 751) è stato un funzionario bizantino, ultimo esarca di Ravenna, in carica dal 727 al 751.

## Biografia
Il Liber Pontificalis riporta Eutichio come patricius eunuchus, il che fa supporre che avesse ricoperto in precedenza la carica di cubicularius, titolo spettante al più alto funzionario della corte imperiale. Sempre il Liber Pontificalis afferma ambiguamente che Eutichio dudum exarchus fuerat, il che ha portato in passato diversi studiosi a supporre che Eutichio fosse stato già in precedenza esarca (uno dei possibili significati di dudum è "in precedenza") e che quindi fosse al suo secondo mandato. Sulla base di un buco nella cronotassi degli Esarchi nel periodo 710-713, diversi studiosi avevano datato il suo presunto primo mandato al periodo 710-713. Non si ha tuttavia traccia nelle fonti primarie di questo presunto primo mandato, e inoltre dudum può significare anche "per lungo tempo", per cui quella frase del Liber Pontificalis può essere semplicemente interpretata come una attestazione del fatto che Eutichio "era stato esarca per lungo tempo", cosa effettivamente vera (governò l'Italia bizantina dal 727 al 751); per tali motivi, gli studiosi più moderni ritengono erronea l'ipotesi di un primo mandato da datare al 710-713.
Nel 727, Eutichio fu inviato in Italia, in qualità di exarchus Italiae, dall'imperatore Leone III, come successore di Paolo. La penisola era precipitata, a quel tempo, in preda a tumultuose rivolte generate dall'imposizione dell'iconoclastia: i Longobardi e numerose città italiane approfittarono della situazione per minare il potere bizantino in Italia.
Il nuovo esarca decise di approdare a Napoli, da dove inviò alcuni funzionari a Roma con l'ordine di destituire papa Gregorio II. L'azione non ebbe successo. Successivamente si volse verso i Longobardi: riuscì, infatti, a corrompere re Liutprando, dal quale strappò la promessa di un appoggio contro Gregorio II, in cambio del sostegno militare bizantino nel reprimere la ribellione dei duchi di Spoleto e di Benevento. Mentre Eutichio veniva a capo delle rivolte che destabilizzavano l'esarcato, tuttavia, il papa riuscì a trattare con Liutprando e ad evitare che il re longobardo invadesse Roma. Pochi anni dopo due capi longobardi si allearono tra loro per assaltare Ravenna: Ildeprando, l'erede al trono di Liutprando, e Peredeo, duca di Vicenza. L'attacco fu sferrato nel 732: 
Ravenna cadde.
In quello stesso anno, Eutichio, fuggito dalla capitale esarcale per rifugiarsi nei domini bizantini nella laguna veneta, dovette dedicarsi anche alla risoluzione delle tensioni che si erano venute a creare nel ducato di Venezia, a causa dell'assassinio del doge Orso Ipato (che era stato liberamente eletto dai veneziani), verificatosi forse a seguito della scoperta di una congiura ordita da quest'ultimo contro l'autorità bizantina. Eutichio ordinò, perciò, che il ducato tornasse sotto diretta amministrazione dell'esarcato, nominando, per i cinque anni successivi (dal 738 al 742) cinque magistri militum: l'ultimo di questi, Giovanni Fabriciaco, fu però abbacinato, rapato a zero ed esiliato (come voleva l'uso bizantino) dal popolo, che riottenne dall'imperatore la facoltà di eleggere autonomamente il doge.
A Roma, intanto, era stato eletto un nuovo pontefice, Gregorio III. Costui, nel 739, aveva appoggiato i duchi di Spoleto e Benevento contro Liutprando, spingendo quest'ultimo ad invadere il centro Italia: l'esarcato e il ducato di Roma ne furono devastati. Nel frattempo era giunta la contromossa da parte di Eutichio, che aveva richiesto alla neonata potenza marittima di Venezia un aiuto nella riconquista di Ravenna, e i Venetikoì mostrarono in quest'occasione tutta la propria forza riuscendo magistralmente nell'impresa.
Nel 741, mentre a Roma saliva al soglio pontificio Zaccaria, re Liutprando progettava di riconquistare Ravenna. Il papa lo precedette marciando verso nord, prima incontrando Eutichio a Rimini, poi continuando fino alla corte longobarda di Pavia, dove convinse Liutprando a rinunciare ai propri disegni. Ravenna, comunque, cadde nuovamente in mano longobarda nel 751, quando re Astolfo vinse la resistenza organizzata da Eutichio, di cui è ignota la sorte finale.
Con la sua scomparsa, scomparve anche il secolare esarcato d'Italia.